# Børnenes filmmagasin nr. 3
|  | Denne artikel er oprettet af botten Steenthbot ud fra en ekstern database. Den kan derfor have sproglige fejl eller mangler. Denne skabelon kan fjernes efter kontrol af indholdet. |

Børnenes filmmagasin nr. 3 er en dansk dokumentarisk optagelse fra 1951.

## Handling
1) Kongens fødselsdag - på Amalienborg Slotsplads hylder folket Frederik IX på hans fødselsdag .

2) En kommende verdensmester - italiensk børnecykelrytter på træning.

3) Legetøjsparade i Nürnberg.

4) Politikens sæbekasseløb i København.

## Medvirkende
- Kong Frederik IX
- Dronning Ingrid